# Municipio de Mapleton (Dakota del Sur)
El municipio de Mapleton (en inglés: Mapleton Township) es un municipio ubicado en el condado de Minnehaha en el estado estadounidense de Dakota del Sur. En el año 2010 tenía una población de 2188 habitantes y una densidad poblacional de 29,17 personas por km².

## Geografía
El municipio de Mapleton se encuentra ubicado en las coordenadas 43°38′17″N 96°42′5″O / 43.63806, -96.70139. Según la Oficina del Censo de los Estados Unidos, el municipio tiene una superficie total de 75.02 km², de la cual 74,68 km² corresponden a tierra firme y (0,45 %) 0,33 km² es agua.

## Demografía
Según el censo de 2010, había 2188 personas residiendo en el municipio de Mapleton. La densidad de población era de 29,17 hab./km². De los 2188 habitantes, el municipio de Mapleton estaba compuesto por el 94,97 % blancos, el 0,69 % eran afroamericanos, el 0,73 % eran amerindios, el 0,78 % eran asiáticos, el 1,28 % eran de otras razas y el 1,55 % eran de una mezcla de razas. Del total de la población el 2,56 % eran hispanos o latinos de cualquier raza.